# 1547 Nele
1547 Nele eller 1929 CZ är en asteroid i huvudbältet som upptäcktes den 12 februari 1929 av den belgiske astronomen Paul Bourgeois i Uccle. Den har fått sitt namn efter frun till Till Eulenspiegel.
Asteroiden har en diameter på ungefär 20 kilometer och den tillhör och har givit namn åt asteroidgruppen Nele.